# Борисовка (Винницкая область)
Бори́совка (укр. Борисівка) — село на Украине, находится в Ильинецком районе Винницкой области.
Население по переписи 2001 года составляет 592 человека. Почтовый индекс — 22708. Телефонный код — 4345.
Занимает площадь 2,13 км².

## Адрес местного совета
г.Иллинцы, ул. Ленина, 19